# Oldsmobile Alero
L'Oldsmobile Alero est une voiture produite par la marque Oldsmobile du groupe General Motors de 1999 à 2004. 
L'Alero a été lancée au printemps 1998 comme modèle 1999 pour remplacer les modèles Achieva et Cutlass. L'Alero est entrée en production le 6 avril 1998. Toutes les Aleros ont été construites à Lansing aux États-Unis. L'Oldsmobile Alero a été la dernière voiture construite et vendue sous la marque Oldsmobile. La production a pris fin le 28 avril 2004. Cette année-là,  le groupe General Motors cessait la production de  la marque Oldsmobile après 107 ans d'existence.

## Histoire
L'Alero était à l'origine en 1997 un concept-car : l' Alpha Alero  : un coupé sport V6 à propulsion dont le but était de donner un nouvel élan à cette vieille marque qui ne cessait de s'effondrer et de phagocyter les ventes des autres véhicules du groupe General Motors plutôt que de s'attaquer à la clientèle des véhicules d'importation japonais et européens. Le design demandé à Kip Wasenko devait être racé et sportif, la finition soignée et l'équipement complet tout en offrant une grande robustesse pour toucher cette cible. L'Alero fut vendue en version coupé 2-portes et berline 4-portes. Elle partageait son châssis et de nombreuses pièces dont le moteur, avec la Pontiac Grand Am, l'autre grande berline du Groupe GM. Finalement le design du véhicule fut une résurgence du coke bottle styling qui fut très populaire dans les années 1960 et 70.
L'Alero a également été vendue dans certains pays d'Europe sous la marque Chevrolet Alero, et était seulement disponible en version berline. La voiture arborait des logos Oldsmobile même si elle était vendue sous la marque Chevrolet. Mais comme la notoriété de la marque était assez faible en Europe, le logo Chevrolet a remplacé le logo Oldsmobile uniquement à l'arrière du véhicule, mais pas sur le volant ni sur les jantes ni même sur le capot, ce qui en fait une curiosité dans l'histoire automobile. En France, elle était vendue 21 326 euros (139 000 F) pour la version 2.4 et 26 676 euros (175 000 F) pour la version 3.4 V6.
La production de l'Alero s'est terminée par une série limitée "Final 500 Edition". Ces 500 dernières Aleros portent des logos Oldsmobile vintage, et sont toutes de couleur cerise métallisée, et avec une plaque numérotée de 1 à 500. La dernière Alero "Final 500 Edition" (no 500), une berline GLS 4-portes, se trouve aussi être la dernière Oldsmobile jamais construite à ce jour, et elle a été signée sous son capot par des centaines d'employés de l'usine de General Motors à Lansing dans le Michigan, puis offerte au Musée Olds Transportation Museum.
L'Alero fut remplacée en Europe et au Canada par la Chevrolet Evanda / Epica et la Daewoo Magnus, Daewoo faisant partie aussi de GM.

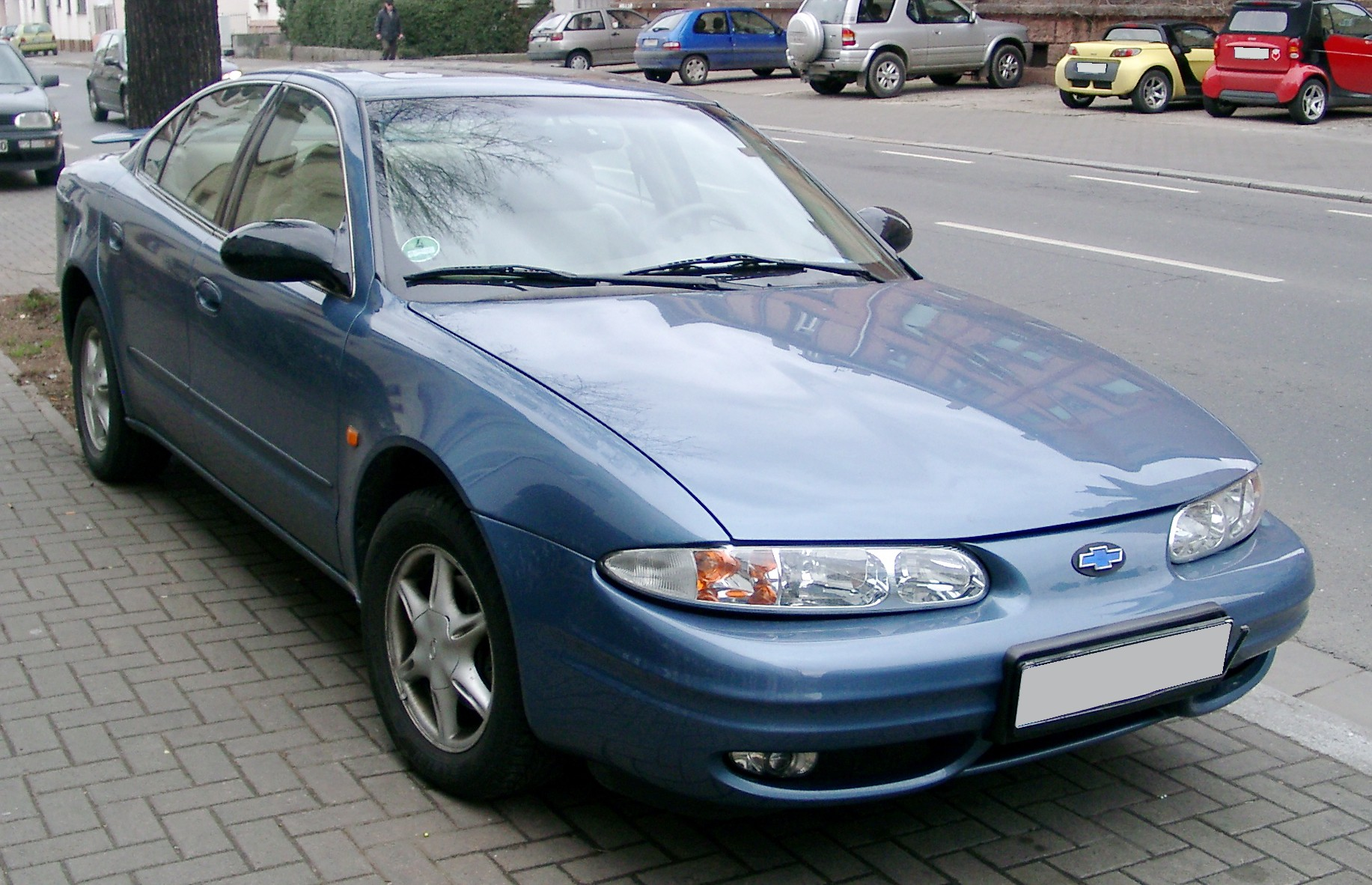
Chevrolet Alero